# Federico Hernán Álvarez
Federico Hernán Álvarez (Córdoba, Provincia de Córdoba; 7 de agosto de 1994) es un futbolista argentino que juega de lateral izquierdo en el Club Atlético Tigre, de la Primera División de Argentina.  

## Trayectoria

### Belgrano
Se inició en el club cordobés Unión San Vicente, luego llegaría a Belgrano tras probarse en tres ocasiones.
Debutó profesionalmente y como titular el 2 de septiembre de 2013 ante Atlético de Rafaela por la quinta fecha del Torneo Inicial 2013 en el estadio Gigante de Alberdi. En esa temporada, disputaría 12 partidos más. Belgrano quedó sexto por el Torneo Inicial con 29 puntos, mientras que en el Torneo Final finalizó con 20 puntos en la posición 15.
En el año 2014, Álvarez disputó 12 partidos para el Pirata, ganándose la titularidad, ya que jugó más del 60% del torneo. Belgrano quedaría décimo con 25 puntos.
Al año siguiente, Álvarez jugaría un poco menos, ya que jugó 17 partidos de 30, aunque jugando la mitad del torneo. Belgrano finalizó sexto con 51 puntos, clasificando a la liguilla pre-Libertadores, aunque luego perderían por goleada frente a Independiente. Disputarían la Copa Sudamericana 2015, que serían eliminados en primera fase frente a Lanús, por un global de 6-2.
En el 2016, Álvarez perdería la titularidad, y alternaría con ser suplente y ser titular. Jugaría 7 partidos en 16 posibles, con un Belgrano que terminó décimo segundo con 16 puntos. Por la Copa Argentina, jugaría todos los partidos frente a Brown de Adrogué, Huracán, Juventud Unida de Gualeguaychú y finalmente frente a Rosario Central, equipo que los dejaría eliminados. En cuanto a lo internacional, jugó en la derrota 1-0 frente a Estudiantes de La Plata por la Copa Sudamericana 2016.
Para la temporada 2016-17, Álvarez disputó poco más del 10% de los partidos de Belgrano en el torneo, con solo 4 participaciones de 30 fechas. Belgrano terminó vigésimo octavo con 26 puntos.

### Quilmes
En 2017 llega a Quilmes, equipo que recién descendía de la Primera División. Firmó contrato hasta junio de 2018. Fue el único jugador en disputar todos los partidos del torneo.

### Regreso a Belgrano
Luego de su gran año en el equipo bonaerense, regresa a Belgrano. En su regreso no logra afianzarse en el Pirata, jugando solo 2 partidos.

### Regreso a Quilmes
Tras su mala experiencia en Primera División, regresa a Quilmes para volver al nivel logrado en el Cervecero. Convirtió su primer gol profesional el 18 de agosto en la victoria por 1-2 sobre Tigre.

## Estadísticas

### Clubes
- Actualizado hasta el 16 de agosto de 2025.

| Belgrano Argentina | 1.ª                 | 2012-13             | 0   | 0 | 0  | 0 | 0 | 0 | 0   | 0 | 0    |
| Belgrano Argentina | 1.ª                 | 2013-14             | 13  | 0 | 0  | 0 | - | - | 13  | 0 | 0    |
| Belgrano Argentina | 1.ª                 | 2014                | 12  | 0 | 0  | 0 | - | - | 12  | 0 | 0    |
| Belgrano Argentina | 1.ª                 | 2015                | 17  | 0 | 0  | 0 | 2 | 0 | 19  | 0 | 0    |
| Belgrano Argentina | 1.ª                 | 2016                | 7   | 0 | 0  | 0 | 0 | 0 | 7   | 0 | 0    |
| Belgrano Argentina | 1.ª                 | 2016-17             | 4   | 0 | 4  | 0 | 1 | 0 | 9   | 0 | 0    |
| Belgrano Argentina | 1.ª                 | 2018-19             | 2   | 0 | 0  | 0 | - | - | 2   | 0 | 0    |
| Belgrano Argentina | Total club          | Total club          | 55  | 0 | 4  | 0 | 3 | 0 | 62  | 0 | 0    |
| Quilmes Argentina | 2.ª                 | 2017-18             | 24  | 0 | -  | - | - | - | 24  | 0 | 0    |
| Quilmes Argentina | 2.ª                 | 2019-20             | 21  | 1 | -  | - | - | - | 21  | 1 | 0.05 |
| Quilmes Argentina | Total club          | Total club          | 45  | 1 | -  | - | - | - | 45  | 1 | 0.02 |
| Asteras Tripolis · Grecia | 1.ª                 | 2020-21             | 27  | 0 | 0  | 0 | - | - | 27  | 0 | 0    |
| Asteras Tripolis · Grecia | 1.ª                 | 2021-22             | 30  | 0 | 1  | 0 | - | - | 31  | 0 | 0    |
| Asteras Tripolis · Grecia | 1.ª                 | 2022-23             | 29  | 1 | 1  | 0 | - | - | 30  | 1 | 0.03 |
| Asteras Tripolis · Grecia | 1.ª                 | 2023-24             | 28  | 1 | 1  | 0 | - | - | 29  | 1 | 0.03 |
| Asteras Tripolis · Grecia | 1.ª                 | 2024-25             | 22  | 1 | 6  | 1 | - | - | 28  | 2 | 0.07 |
| Asteras Tripolis · Grecia | Total club          | Total club          | 136 | 3 | 9  | 1 | - | - | 145 | 4 | 0.03 |
| Tigre Argentina | 1.ª                 | 2025                | 1   | 0 | 0  | 0 | - | - | 1   | 0 | 0    |
| Tigre Argentina | Total club          | Total club          | 1   | 0 | 0  | 0 | - | - | 1   | 0 | 0    |
| Total en su carrera | Total en su carrera | Total en su carrera | 237 | 4 | 13 | 1 | 3 | 0 | 253 | 5 | 0.02 |
| (1) Las copas nacionales se refiere a la Copa Argentina y a la Copa de la Superliga Argentina. (2) Las copas internacionales se refiere a la Copa Libertadores y a la Copa Sudamericana. (3) Media de goles por encuentro. No incluye goles en partidos amistosos. |                     |                     |     |   |    |   |   |   |     |   |      |

## Vida personal
Federico es sobrino de Matías Suárez y primo de Gastón Álvarez Suárez, los tres son futbolistas y coincidieron en las inferiores de Belgrano.